# みのり建設
株式会社みのり建設（みのりけんせつ、英: Minori Kensetsu Co., Ltd.）は長野県諏訪郡富士見町富士見に本社を置く日本の建築・環境事業会社である。

## 沿革
- 1978年（昭和53年） 有限会社 小池土木（代表取締役　小池文年） 資本金400万円で土木工事を主体として諏訪郡富士見町富士見に設立
- 1981年（昭和56年） 4月 富士見町の入札指名加入
- 1985年（昭和60年） 4月 長野県の入札指名加入
- 1987年（昭和62年） 6月 資本金500万円に増資
- 1993年（平成5年） 8月 富士見町の下水道工事指名店指定
- 1994年（平成6年） 資本金1,600万円に増資
  - 5月 代表取締役に宮坂典利就任
  - 9月 本社を諏訪郡富士見町富士見3445-3に新築移転
- 2000年（平成12年） 5月 ガーデンプランニング、施工業務を開始
  - 7月 社名を株式会社みのり建設に変更
  - 11月 本社を諏訪郡富士見町富士見11693-7に移転
- 2001年（平成13年） 3月 資本金2,000万円に増資
- 2003年（平成15年） 6月 環境事業部の設立。 有機資源再生開始を開始
- 2005年（平成17年） 3月 資本金2,600万円に増資
- 2011年（平成23年） 諏訪湖のヒシで堆肥製造を開始
- 2013年（平成25年） 資本金3,200万円に増資